# 埃雷爾河
埃雷爾河（Erer River）是非洲東部國家埃塞俄比亞的季節性河流，屬於謝貝利河的支流，發源自東部城市哈勒爾附近，然後主要向著南方流，最終注入謝貝利河。
7°34′N 42°02′E / 7.567°N 42.033°E